# Listă de localități din departamentul Nord

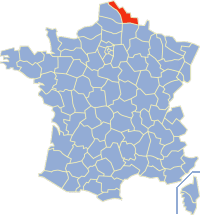
Harta cu amplasarea departamentului Nord

Departamentul Nord se află în regiunea Nord-Pas-de-Calais, Franța. El cuprinde 6 arrondissemente, 79 cantoane și 652 de comune.

## A
| - Abancourt - Abscon - Aibes - Aix - Allennes-les-Marais - Amfroipret - Anhiers - Aniche - Anneux - Annœullin - Anor - Anstaing | - Anzin - Arleux - Armbouts-Cappel - Armentières - Arnèke - Artres - Assevent - Attiches - Aubencheul-au-Bac - Auberchicourt - Aubers - Aubigny-au-Bac | - Aubry-du-Hainaut - Auby - Auchy-lez-Orchies - Audignies - Aulnoye-Aymeries - Aulnoy-lez-Valenciennes - Avelin - Avesnelles - Avesnes-les-Aubert - Avesnes-le-Sec - Avesnes-sur-Helpe - Awoingt |

## B
| - Bachant - Bachy - Bailleul - Baisieux - Baives - Bambecque - Banteux - Bantigny - Bantouzelle - Bas-Lieu - La Bassée - Bauvin - Bavay - Bavinchove - Bazuel - Beaucamps-Ligny - Beaudignies - Beaufort - Beaumont-en-Cambrésis - Beaurain | - Beaurepaire-sur-Sambre - Beaurieux - Beauvois-en-Cambrésis - Bellaing - Bellignies - Bérelles - Bergues - Berlaimont - Bermerain - Bermeries - Bersée - Bersillies - Berthen - Bertry - Béthencourt - Bettignies - Bettrechies - Beugnies - Beuvrages - Beuvry-la-Forêt | - Bévillers - Bierne - Bissezeele - Blaringhem - Blécourt - Boeschepe - Boëseghem - Bois-Grenier - Bollezeele - Bondues - Borre - Bouchain - Boulogne-sur-Helpe - Bourbourg - Bourghelles - Boursies - Bousbecque - Bousies - Bousignies | - Bousignies-sur-Roc - Boussières-en-Cambrésis - Boussières-sur-Sambre - Boussois - Bouvignies - Bouvines - Bray-Dunes - Briastre - Brillon - Brouckerque - Broxeele - Bruay-sur-l’Escaut - Bruille-lez-Marchiennes - Bruille-Saint-Amand - Brunemont - Bry - Bugnicourt - Busigny - Buysscheure |

## C
| - Caëstre - Cagnoncles - Cambrai - Camphin-en-Carembault - Camphin-en-Pévèle - Cantaing-sur-Escaut - Cantin - Capelle - Capinghem - Cappelle-Brouck - Cappelle-en-Pévèle - Cappelle-la-Grande - Carnières - Carnin - Cartignies - Cassel - Le Cateau-Cambrésis | - Catillon-sur-Sambre - Cattenières - Caudry - Caullery - Cauroir - Cerfontaine - La Chapelle-d’Armentières - Château-l’Abbaye - Chemy - Chéreng - Choisies - Clairfayts - Clary - Cobrieux - Colleret - Comines | - Condé-sur-l’Escaut - Coudekerque-Branche - Coudekerque-Village - Courchelettes - Cousolre - Coutiches - Craywick - Crespin - Crèvecœur-sur-l’Escaut - Crochte - Croix - Croix-Caluyau - Cuincy - Curgies - Cuvillers - Cysoing |

## D
- Damousies
- Dechy
- Dehéries
- Denain
- Deûlémont
- Dimechaux
- Dimont
- Doignies
- Dompierre-sur-Helpe
- Don
- Douai
- Douchy-les-Mines
- Le Doulieu
- Dourlers
- Drincham
- Dunkerque

## E
| - Ebblinghem - Écaillon - Eccles - Éclaibes - Écuélin - Eecke - Élesmes - Élincourt - Émerchicourt - Emmerin - Englefontaine - Englos | - Ennetières-en-Weppes - Ennevelin - Eppe-Sauvage - Erchin - Eringhem - Erquinghem-le-Sec - Erquinghem-Lys - Erre - Escarmain - Escaudain - Escaudœuvres - Escautpont | - Escobecques - Esnes - Esquelbecq - Esquerchin - Estaires - Estourmel - Estrées - Estreux - Estrun - Eswars - Eth - Étrœungt |

## F
| - Faches-Thumesnil - Famars - Faumont - Le Favril - Féchain - Feignies - Felleries - Fenain - Férin - Féron - Ferrière-la-Grande - Ferrière-la-Petite | - La Flamengrie - Flaumont-Waudrechies - Flers-en-Escrebieux - Flesquières - Flêtre - Flines-lès-Mortagne - Flines-lez-Raches - Floursies - Floyon - Fontaine-au-Bois - Fontaine-au-Pire - Fontaine-Notre-Dame | - Forest-en-Cambrésis - Forest-sur-Marque - Fort-Mardyck - Fourmies - Fournes-en-Weppes - Frasnoy - Frelinghien - Fresnes-sur-Escaut - Fressain - Fressies - Fretin - Fromelles |

## G
| - Genech - Ghissignies - Ghyvelde - Glageon - Godewaersvelde - Gœulzin - Gognies-Chaussée - Gommegnies - Gondecourt - Gonnelieu | - La Gorgue - Gouzeaucourt - Grande-Synthe - Grand-Fayt - Grand-Fort-Philippe - Gravelines - La Groise - Gruson - Guesnain - Gussignies |

## H
| - Hallennes-lez-Haubourdin - Halluin - Hamel - Hantay - Hardifort - Hargnies - Hasnon - Haspres - Haubourdin - Haucourt-en-Cambrésis - Haulchin - Haussy - Haut-Lieu - Hautmont | - Haveluy - Haverskerque - Haynecourt - Hazebrouck - Hecq - Hélesmes - Hem - Hem-Lenglet - Hergnies - Hérin - Herlies - Herrin - Herzeele - Hestrud | - Holque - Hondeghem - Hondschoote - Hon-Hergies - Honnechy - Honnecourt-sur-Escaut - Hordain - Hornaing - Houdain-lez-Bavay - Houplin-Ancoisne - Houplines - Houtkerque - Hoymille |

## I
- Illies
- Inchy
- Iwuy

## J
- Jenlain
- Jeumont
- Jolimetz

## K
- Killem

## L
| - Lallaing - Lambersart - Lambres-lez-Douai - Landas - Landrecies - Lannoy - Larouillies - Lauwin-Planque - Lecelles - Lécluse - Lederzeele - Ledringhem - Leers | - Leffrinckoucke - Lesdain - Lesquin - Leval - Lewarde - Lezennes - Lez-Fontaine - Liessies - Lieu-Saint-Amand - Ligny-en-Cambrésis - Lille - Limont-Fontaine - Linselles | - Locquignol - Loffre - Lompret - La Longueville - Looberghe - Loon-Plage - Loos - Lourches - Louvignies-Quesnoy - Louvil - Louvroil - Lynde - Lys-lez-Lannoy |

## M
| - La Madeleine - Maing - Mairieux - Le Maisnil - Malincourt - Marbaix - Marchiennes - Marcoing - Marcq-en-Barœul - Marcq-en-Ostrevent - Maresches - Maretz - Marly - Maroilles - Marpent - Marquette-en-Ostrevant - Marquette-lez-Lille | - Marquillies - Masnières - Masny - Mastaing - Maubeuge - Maulde - Maurois - Mazinghien - Mecquignies - Merckeghem - Mérignies - Merris - Merville - Méteren - Millam - Millonfosse - Les Moëres | - Mœuvres - Monceau-Saint-Waast - Monchaux-sur-Écaillon - Moncheaux - Monchecourt - Mons-en-Barœul - Mons-en-Pévèle - Montay - Montigny-en-Cambrésis - Montigny-en-Ostrevent - Montrecourt - Morbecque - Mortagne-du-Nord - Mouchin - Moustier-en-Fagne - Mouvaux |

## N
| - Naves - Neuf-Berquin - Neuf-Mesnil - La Neuville - Neuville-en-Avesnois - Neuville-en-Ferrain - Neuville-Saint-Rémy - Neuville-sur-Escaut - Neuvilly - Nieppe | - Niergnies - Nieurlet - Nivelle - Nomain - Noordpeene - Noyelles-lès-Seclin - Noyelles-sur-Escaut - Noyelles-sur-Sambre - Noyelles-sur-Selle |

## O
- Obies
- Obrechies
- Ochtezeele
- Odomez
- Ohain
- Oisy
- Onnaing
- Oost-Cappel
- Orchies
- Ors
- Orsinval
- Ostricourt
- Oudezeele
- Oxelaëre

## P
| - Paillencourt - Pecquencourt - Pérenchies - Péronne-en-Mélantois - Petite-Forêt - Petit-Fayt - Phalempin - Pitgam - Poix-du-Nord - Pommereuil - Pont-à-Marcq | - Pont-sur-Sambre - Potelle - Pradelles - Prémesques - Préseau - Preux-au-Bois - Preux-au-Sart - Prisches - Prouvy - Proville - Provin |

## Q
- Quaëdypre
- Quarouble
- Quérénaing
- Le Quesnoy
- Quesnoy-sur-Deûle
- Quiévelon
- Quiévrechain
- Quiévy

## R
| - Râches - Radinghem-en-Weppes - Raillencourt-Sainte-Olle - Raimbeaucourt - Rainsars - Raismes - Ramillies - Ramousies - Raucourt-au-Bois - Recquignies - Rejet-de-Beaulieu - Renescure | - Reumont - Rexpoëde - Ribecourt-la-Tour - Rieulay - Rieux-en-Cambrésis - Robersart - Rœulx - Rombies-et-Marchipont - Romeries - Ronchin - Roncq | - Roost-Warendin - Rosult - Roubaix - Roucourt - Rousies - Rouvignies - Rubrouck - Les Rues-des-Vignes - Ruesnes - Rumegies - Rumilly-en-Cambrésis |

## S
| - Sailly-lez-Cambrai - Sailly-lez-Lannoy - Sainghin-en-Mélantois - Sainghin-en-Weppes - Sains-du-Nord - Saint-Amand-les-Eaux - Saint-André-lez-Lille - Saint-Aubert - Saint-Aubin - Saint-Aybert - Saint-Benin - Saint-Georges-sur-l’Aa - Saint-Hilaire-lez-Cambrai - Saint-Hilaire-sur-Helpe - Saint-Jans-Cappel - Saint-Martin-sur-Écaillon | - Saint-Momelin - Saint-Pierre-Brouck - Saint-Pol-sur-Mer - Saint-Python - Saint-Remy-Chaussée - Saint-Remy-du-Nord - Saint-Saulve - Saint-Souplet - Saint-Sylvestre-Cappel - Saint-Vaast-en-Cambrésis - Saint-Waast - Sainte-Marie-Cappel - Salesches - Salomé - Saméon | - Sancourt - Santes - Sars-et-Rosières - Sars-Poteries - Sassegnies - Saultain - Saulzoir - Sebourg - Seclin - Sémeries - Semousies - La Sentinelle - Sepmeries - Sequedin - Séranvillers-Forenville | - Sercus - Sin-le-Noble - Socx - Solesmes - Solre-le-Château - Solrinnes - Somain - Sommaing - Spycker - Staple - Steenbecque - Steene - Steenvoorde - Steenwerck - Strazeele |

## T
| - Taisnières-en-Thiérache - Taisnières-sur-Hon - Templemars - Templeuve - Terdeghem - Téteghem - Thiant - Thiennes - Thivencelle - Thumeries - Thun-l’Évêque | - Thun-Saint-Amand - Thun-Saint-Martin - Tilloy-lez-Cambrai - Tilloy-lez-Marchiennes - Toufflers - Tourcoing - Tourmignies - Trélon - Tressin - Trith-Saint-Léger - Troisvilles |

## U
- Uxem

## V
| - Valenciennes - Vendegies-au-Bois - Vendegies-sur-Écaillon - Vendeville - Verchain-Maugre - Verlinghem - Vertain - Vicq - Viesly - Vieux-Berquin - Vieux-Condé - Vieux-Mesnil | - Vieux-Reng - Villeneuve d'Ascq - Villereau - Villers-au-Tertre - Villers-en-Cauchies - Villers-Guislain - Villers-Outréaux - Villers-Plouich - Villers-Pol - Villers-Sire-Nicole - Volckerinckhove - Vred |

## W
| - Wahagnies - Walincourt-Selvigny - Wallers - Wallers-en-Fagne (până în 2007: Wallers-Trélon) - Wallon-Cappel - Wambaix - Wambrechies - Wandignies-Hamage - Wannehain - Wargnies-le-Grand - Wargnies-le-Petit - Warhem | - Warlaing - Warneton - Wasnes-au-Bac - Wasquehal - Watten - Wattignies - Wattignies-la-Victoire - Wattrelos - Wavrechain-sous-Denain - Wavrechain-sous-Faulx - Wavrin - Waziers | - Wemaers-Cappel - Wervicq-Sud - West-Cappel - Wicres - Wignehies - Willems - Willies - Winnezeele - Wormhout - Wulverdinghe - Wylder |

## Z
- Zegerscappel
- Zermezeele
- Zuydcoote
- Zuytpeene